# Erylus transiens
Erylus transiens är en svampdjursart som först beskrevs av W. Weltner 1882.  Erylus transiens ingår i släktet Erylus och familjen Geodiidae. Inga underarter finns listade i Catalogue of Life.